# 瓦爾特·阿諾德·考夫曼
瓦爾特·阿諾德·考夫曼（Walter Arnold Kaufmann，1921年7月1日—1980年9月4日），美國哲學家，他主要的研究範圍是倫理學、有神論、無神論、存在主義、基督教及猶太教。
他是研究尼采的著名學者。尼采的著作大多為其由德文譯為英文，像《悲劇的誕生》、《快樂的科學》、 《查拉圖斯特拉如是說》、 《善惡的彼岸》、 《道德譜系學》、 《偶像的黃昏》、 《華格納事件》、 《反基督》、 《尼采反對華格納》、 《瞧！這個人》、 《權力意志》等。